# Willkürliche Stichprobe
Willkürliche Stichproben (Auswahl aufs Geratewohl, engl. convenience sampling) sind in der Empirie spezielle Auswahlverfahren. Elemente aus der Grundgesamtheit werden (etwa von einem Interviewer) mehr oder weniger willkürlich in die Stichprobe aufgenommen, es liegt ausschließlich im Ermessen des Interviewers oder auch der Untersuchungspersonen selbst. Die Wahrscheinlichkeit, mit der ein bestimmtes Element in die Stichprobe gelangt, lässt sich nicht angeben. Die willkürliche Stichprobe ist daher nicht geeignet, inferenzstatistische (verallgemeinernd schätzende) Aussagen abzuleiten. Es lässt sich nicht angeben, auf welche Grundgesamtheit sich die jeweilige Stichprobe bezieht (Repräsentativität).
Probleme sind Verzerrungen in Richtung des Auswahlmechanismus und Selbstselektion.

## Beispiele
- Befragung von Personen in einer Fußgängerzone (engl. „Mall Interception Technique“): Überrepräsentation von Teilnehmern, die der Interviewer ansprechen will und die sich zur Befragungszeit am Befragungsort aufhalten.
- offene Online-Befragungen (Online-Befragungen, bei denen die Teilnahme nicht auf bestimmte Personen begrenzt ist): Überrepräsentation von Teilnehmern, die Internet nutzen und die Befragungsseite ansteuern.